# Le Figaro littéraire
Le Figaro littéraire est un hebdomadaire de huit pages en supplément du quotidien Le Figaro qui parait chaque jeudi. C'est l'héritier des pages littéraires du quotidien lors de l'entre-deux-guerres ; Le Figaro littéraire renaît en 1946, sous le titre de Littéraire. Aujourd'hui réintégré aux pages du Figaro, cet hebdomadaire littéraire est souvent considéré comme l'antichambre de l'Académie française.

## Présentation

### Le Figaro retrouve sa plume
Le Figaro littéraire est sans doute[évasif] le plus ancien supplément du Figaro encore publié. L'hebdomadaire animé par Maurice Noël n'a plus rien à voir avec les pages littéraires du Figaro de l'entre-deux-guerres, ou plus précisément du premier supplément du Figaro, Le Littéraire lancé en 1905. Le titre de Maurice Noël est au début une publication autonome, dont les bureaux sont installés dans les salons de l'hôtel particulier du rond-Point des Champs-Élysées. Réintégré aux pages du Figaro, le supplément traite chaque jeudi de la vie des lettres.

### Ligne éditoriale
Né dans les affrontements de l'épuration, Le Figaro littéraire devient, dans le contexte de la guerre froide, le lieu du refus de l'engagement de la littérature. Souvent considéré comme l'antichambre de l'Académie, les "grandes plumes" du Figaro, à l'image de François Mauriac, viennent y défendre la tradition littéraire française ; tandis que de jeunes critiques, comme autrefois, Bernard Pivot et Jean Chalon, ou aujourd'hui, Thierry Clermont, Mohammed Aïssaoui, Sébastien Lapaque, Christian Authier, Astrid Eliard, Astrid de Larminat, Alice Develey, Françoise Dargent et Jacques de Saint Victor, parcourent la vie des lettres en quête de nouveaux auteurs. Aujourd’hui encore, Le Figaro Littéraire est caractérisé par son esprit d’indépendance vis-vis du politique. Certes, il est orienté à droite ou de centre droit, mais il a su, selon la logique amorcée par son fondateur Pierre Brisson, toujours prendre du recul et défendre la théorie de l’art pour l’art face à l’engagement idéologique et politique des intellectuels communistes et socialistes.

## Vie d'un hebdomadaire culturel

### Naissance duFigaro littéraire
Aidé par Maurice Noël, un résistant respecté, Pierre Brisson, le patron du Figaro, relance en avril 1946 le supplément littéraire du quotidien. Il est d'abord publié en dehors du quotidien, sous le titre le Littéraire et devient Le Figaro littéraire en 1947. L'hebdomadaire se distingue et connait alors un succès, notamment lorsqu'il prend position pour fustiger les excès de l'épuration ou dénoncer sans relâche le totalitarisme soviétique.

### Lieu du refus de l'engagement de la littérature
L'hebdomadaire invente sa propre forme de « contre-engagement ». Il défend la théorie de l’art pour l’art face à l’engagement idéologique et politique des intellectuels, à l’heure où Jean-Paul Sartre invoque le nécessaire engagement des écrivains. Cependant, tout en refusant la théorie de l’engagement, ces écrivains (André Gide, Jean Guéhenno, Paul Claudel et François Mauriac), souvent des libéraux, prennent position, en réaction aux engagements des intellectuels de gauche. Notamment dans la défense des libertés des écrivains opprimés par les régimes communistes. Le journal a ainsi défendu des écrivains des « pays socialistes » tel que Arthur Koestler et Victor Kravtchenko lors de son procès.

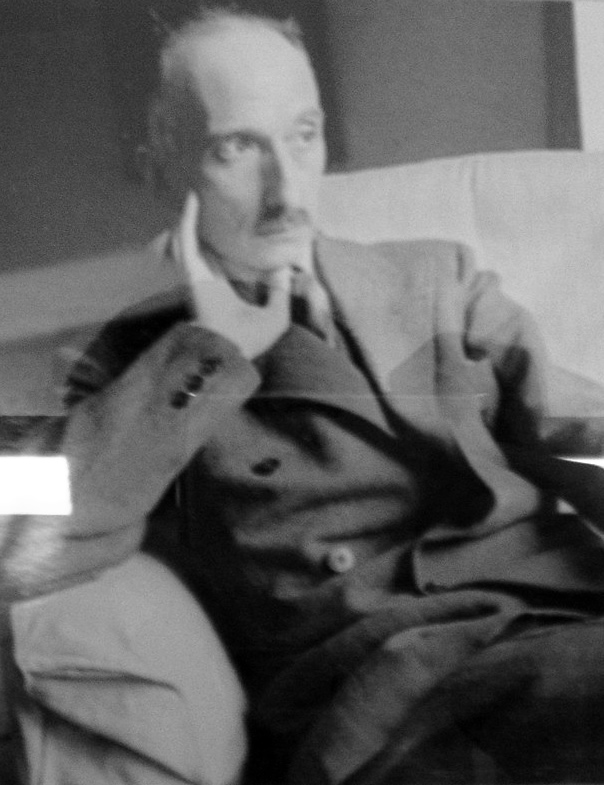
François Mauriac, pierre angulaire du Figaro littéraire.

### Installation dans le paysage des lettres françaises
Au cours des années 1950, le journal met en avant ses liens avec l'Académie française (Une large place est accordée à l’actualité des institutions littéraires, en particulier académiques) et acquiert une légitimité dans le monde des lettres pour le ton des critiques littéraires (critique du Nouveau roman). Des « immortels » tels que Georges Duhamel, Paul Claudel, et Julien Green, de célèbres plumes comme Francis Ambrière, Robert Kemp, ou encore Colette  rejoignent le vieux titre. Et c'est souvent François Mauriac, académicien lui aussi, qui repère et fait venir ces nouveaux journalistes. Considéré désormais comme une publication prestigieuse, vitrine de la maison Figaro, sa rédaction est installée dans les salons du premier étage du luxueux hôtel particulier du Rond-Point.

### Vers la nouvelle formule
Avec la nouvelle formule, Le Figaro littéraire s'oriente davantage vers un journal culturel généraliste. Il reste cependant avant tout littéraire et laisse peu de place à l'art ou la musique, le cinéma ou le théâtre.
Engagé par Maurice Noël en 1958, et rédacteur en chef adjoint du Figaro littéraire dans les années 1960, de jeunes critiques, Bernard Pivot (fondateur du magazine Lire), et Jean Chalon, entrent au Figaro littéraire. Celui-ci féconde ainsi la presse littéraire contemporaine en assurant la formation de plusieurs jeunes journalistes.
Dès les années 1960, les ventes s'essoufflent ; Brisson décide alors, sondage à l'appui, de rajeunir et de professionnaliser le journal, avec un modèle en tête : L'Express, son principal concurrent. Aidé par François Mauriac, le nouveau rédacteur en chef, Michel Droit s'accorde à transformer le vieux titre en sémillant magazine. La culture n'est plus au cœur, les chroniques qui « suivent » l'actualité générale fixent la ligne éditoriale.

Ancien logotype du Figaro littéraire.

### Le Figaro littéraire aujourd'hui
Le Figaro littéraire connaît une renaissance dans les années 1980 grâce à l'écrivain Jean-Marie Rouart qui en fait un supplément au quotidien le Figaro. Il s'appuie notamment sur deux chroniqueurs : André Brincourt et Renaud Matignon dont le feuilleton littéraire est pendant quinze ans très lu et apprécié : ses éloges et ses éreintements font et défont les réputations. En se recentrant littérairement, ce supplément attire de nombreux lecteurs, et permet au Figaro de lutter efficacement contre la crise de diffusion à laquelle la presse quotidienne est confrontée depuis une trentaine d’années. En 2003, Jean-Marie Rouart est évincé au profit d'Angelo Rinaldi, lui-même remplacé en 2005 par Étienne de Montety. 
Avec la chronique « Au Plaisir des mots », Claude Duneton, décédé en 2012, s'érige en défenseur de la langue française. Il le fait avec érudition, humour, souplesse, au point de devenir un des rendez-vous les plus appréciés des lecteurs. En 2004 sont publiées chez Balland ses meilleures chroniques dans l'ouvrage au même titre : Au plaisir des mots, qui sera réédité chez Denoël et chez Points.

## Rythmes et rites d'une vie de rédaction

### Direction générale
- Directeur général et directeur de publication : Marc Feuillée
- Directeur du Figaro littéraire : Étienne de Montety
- Rédacteur en chef : Dominique Guiou

### Parmi les anciens collaborateurs duFigaro littéraire
| - Raymond Aron - Francis Ambrière - Jules Bertaut - André Billy - Denise Bourdet - Pierre Brisson - André Castelot | - Colette - Paul Claudel - Jean Cau - Jean Chalon - Claude Dulong - Jean Duché - Michel Déon - Alain Decaux - Georges Duhamel |  | - Jean Dutourd - Dominique Jamet - Robert Kemp - Jacques Lemarchand - Jacques Laurent - Emmanuel Le Roy Ladurie - Thierry Maulnier - François Mauriac | - Jean-François Revel - Jean-Marie Rouart - Anthony Rowley - Thérèse de Saint Phalle - Bernard Pivot - Alain Peyrefitte - Paul Valéry - Jean Schlumberger |

### Le style et les effets de plume
Sous les plumes de Sébastien Lapaque, de Thierry Clermont, de Yann Moix, de Jacques de Saint Victor ou de son chroniqueur historique Jean d’Ormesson, Le Figaro Littéraire fait preuve aujourd’hui d’un style plus souple et sait moduler son ton. Le Figaro littéraire est donc avant tout une autorité littéraire, appuyée sur sa liberté de ton et sa relative émancipation vis-à-vis du politique[non neutre].

## Sources et bibliographie
- Le Figaro littéraire - Vie d'un hebdomadaire politique et culturel (1946-1971), par Claire Blandin, Nouveau Monde Éditions, 2010.